# Флаг Свердловского района
Флаг Свердловского района — официальный символ Свердловского муниципального района Орловской области Российской Федерации.
Ныне действующий флаг утверждён 15 января 2010 года и внесён в Государственный геральдический регистр Российской Федерации с присвоением регистрационного номера 6027.
Флаг составлен на основании герба Свердловского муниципального района по правилам и соответствующим традициям вексиллологии и отражает исторические, культурные, социально-экономические, национальные и иные местные традиции.

## Описание
Первый флаг Свердловского района был утверждён 26 марта 2009 года решением Свердловского районного Совета народных депутатов № 22/178, описание флага гласило:

Прямоугольное красное полотнище с отношением ширины к длине 2:3, несущее вдоль нижнего края голубую полосу в 2/9 полотнища с изображениями бело-жёлтых цветков картофеля, а над полосой, вплотную к ней — изображения трёх жёлтых деревьев, обвитых белым свитком.

15 января 2010 года, решением Свердловского районного Совета народных депутатов № 22/177, бело-жёлтые цветки картофеля были заменены на жёлтые головки колосьев:

Прямоугольное красное полотнище с отношением ширины к длине 2:3, несущее вдоль нижнего края голубую полосу в 2/9 полотнища с изображениями двух жёлтых головок колосьев скрещённых стеблями, а над полосой, вплотную к ней — изображения трёх жёлтых деревьев, обвитых белым свитком.

## Обоснование символики
Территория современного Свердловского района издревле считалась раздольным и привольным русским краем. Сама природа этой земли благоприятствует развитию лучших качеств человека, его способностей, талантов. Змиевская земля стала родиной замечательных писателей и учёных, талантливых военачальников. Местные жители по праву гордятся своими предками, которые прославили свою малую родину на весь мир. Среди них детская поэтесса Е. А. Благинина, писатели И. М. Патенков, Н. С. Лесков, И. Е. Вольнов, поэты А. А. Фет, А. Н. Апухтин, здесь жил драматург В. П. Мятлев. С этим краем связаны имена князей Куракиных, дворян Глебовых, Чижовых. Село Никольское стало родиной генерала армии, Героя Советского Союза А. С. Жадова.
Символика деревьев на флаге района многозначна:
— богатейшее наследие литераторов, архитекторов, учёных, военачальников и дипломатов аллегорически отражено на флаге тремя деревьями с общей кроной, перевитых свитком.
Каждое дерево как самостоятельный вид искусства, направление творчества результатом своим имеет огромный вклад в общее развитие культуры нашей страны.
На территории района сохранился целый ряд замечательных архитектурных памятников, среди них блестящий усадебный комплекс князей Куракиных, в создании которого принимал участие ученик М. Ф. Казакова архитектор А. Н. Бакарев. Здесь же увековечена память академика Санкт-Петербургской Академии наук, известного историка Н. Г. Устрялова.
— Три дерева с общей кроной это неразрывная нить прошлого, настоящего и будущего района.
В основании флага изображена голубая полоса — символ природы, бескрайнего неба, водных просторов. Изображённые на ней золотые колосья символизируют сельскохозяйственный комплекс ставший основой экономики района. (Изображённые на ней цветки картофеля символизируют сельскохозяйственный комплекс ставший основой экономики района.)
Жёлтый цвет (золото) — символ урожая, богатства, стабильности, уважения и интеллекта.
Белый цвет (серебро) — символ чистоты, совершенства, мира и взаимопонимания.
Красный цвет — символ мужества, силы, труда, красоты и праздника.
Голубой цвет — символ чести, благородства, духовности, возвышенных устремлений.